# 2.5 Jigen no Ririsa
2.5 Jigen no Ririsa (jap. 2.5次元の誘惑) ist eine Mangaserie von Mangaka Yū Hashimoto, die in Japan seit 2019 erscheint. Die 2024 auch als Anime umgesetzte Serie erzählt von einem Oberschul-Manga-Klub und Cosplay, die Begeisterung der Mitglieder für ihr Hobby und die Entwicklung der Beziehungen zwischen ihnen. Die Verfilmung wurde international als 2.5 Dimensional Seduction bekannt.

## Inhalt
Der Oberschüler Masamune Okumura ist Präsident und alleiniges Mitglied des Manga-Klubs an seiner Schule – bis die zum neuen Jahr dazugekommene Ririsa Amano auch Mitglied werden will. Okumura will sie zunächst vergraulen, da er an Mädchen in 3D nicht interessiert ist, sondern nur an denen in Anime, Manga und Spielen. Von denen stehen auch einige erotische Varianten im Klub. Doch Ririsa entpuppt sich nicht nur als Liebhaberin erotischer Serien, sondern sogar als Fan seiner Lieblingsfigur Liliel. Sie will ihrer Liebe zu Liliel mit Cosplay Ausdruck verleihen, woran sie bereits gearbeitet hat, und Okumura erhält die Chance, die von ihm verehrte Engelskriegerin in 3D zu sehen. So wird sie doch Teil des Klubs und Okumura will ihr bei ihrer Leidenschaft als Fotograf beiseite stehen. Gemeinsam bereiten sie eine Cosplay-CD zum Verkauf vor und gehen auf ihre erste Veranstaltung mit einem Stand, wo sie viele Fehler machen, aber auch erfahrene Kollegen kennenlernen. An der Schule tritt Mikari Tachibana zu ihnen. Die Kindheitsfreundin von Okumura ist schon lange heimlich in ihn verliebt. Sie ist zwar inzwischen schon erfolgreiches Model, ist aber ratlos, wie sie Okumura für sich begeistern kann. Als sie seine Begeisterung für Liliel sieht, macht sie als ihre Begleiterin aus der Serie auch beim Cosplay mit. Zudem findet der Klub mit der jungen Lehrerin Mayuri Hanyū die dringend nötige Betreuerin, die sich überraschend als inzwischen inaktive, sehr bekannte Cosplayerin und Vorbild von Ririsa herausstellt.
Bei den Veranstaltungen hat Ririsa mit ihrem authentischen Auftritt schon einige Aufmerksamkeit auf sich gezogen und wird in der Szene zu einer kleinen Berühmtheit. So kommt sie auch mit anderen, bereits bekannteren Cosplayern in Kontakt. Unter ihnen ist Nagomi, die sie zunächst als Rivalin sieht und Ririsa ziemlich zu schaffen macht. Erst durch Mayuris Einmischung können beide ein freundschaftliches Verhältnis aufbauen und Ririsa die fast verlorene Freude am Cosplay wiedergewinnen. Die ebenfalls erst neue Cosplayerin Nonoa wirkt kühl und unnahbar. In Wirklichkeit ist sie jedoch nur extrem verunsichert. Mit der Unterstützung Okumuras kann sie sich Ririsa, die sie bewundert, öffnen. Beide werden über das gemeinsame Hobby schnell Freunde und sie kommt nun regelmäßig in den Klub. Dann stößt bald auch Aria Kisaki zu ihnen. Das Gyaru hat mit der Szene eigentlich nicht viel zu tun. Sie will mit Cosplay bekannt werden, um Kontakt zu ihrem Vater aufzubauen. Der hat sich vor zehn Jahren von ihrer Mutter getrennt, als er als Mangaka einen großen Misserfolg hatte. Seine damalige Serie mochte Aria aber sehr – ebenso wie zufälligerweise Okumura. Nonoa kann die aufgedrehte Aria nur schwer in der Gruppe akzeptieren, besonders wegen ihrer eigenwilligen Motivation zum Cosplay. Durch Zufall entdecken sie bald, dass Arias Vater der heimliche Autor einer bei ihnen allen beliebten Serie mit Liliel ist. Also wollen sie zu viert als die Gruppe Engelskriegerinnen daraus auf die Sommer-Comiket gehen in der Hoffnung, dass Arias Vater sie so bemerkt. Nach vielen Mühen gelingt der Plan und die beiden treffen sich wieder. Noch viel größer scheint dabei fast die Begeisterung bei den anderen im Klub, die den Autor eines ihrer liebsten Werke persönlich treffen können.

## Veröffentlichung
Der Manga wird seit Juni 2019 zunächst in einzelnen Kapiteln im Online-Magazin Shōnen Jump+ veröffentlicht. Danach bringt der Verlag Shūeisha die Serie in Sammelbänden heraus, von denen bisher 22 erschienen sind. Eine englische Ausgabe erscheint beim Verlag Ghost Ship sowie online bei Manga Plus.
Eine Umsetzung der Geschichte als Animeserie entstand bei Studio J.C.Staff unter der Regie von Hideki Okamoto. Die Drehbücher schrieb Takao Yoshioka. Tomoyuki Shitaya entwarf die Charakterdesigns, die künstlerische Leitung lag bei Kōichirō Bizen und für die Kameraführung war Yūshi Sakamoto verantwortlich. Die Tonregie führte Jin Aketagawa. Die Serie wurde erstmals im Dezember 2022 angekündigt. Die 24 Folgen mit je 24 Minuten Laufzeit wurden vom 5. Juli bis 13. Dezember 2024 von den Sendern Tokyo MX, tvk, Chiba TV, Teletama, TV Aichi, MBS, TVQ Kyūshū, BS11, AT-X, Animax in Japan ausgestrahlt. Zugleich fand die internationale Verbreitung per Streaming statt, unter anderem über die Plattformen Crunchyroll und Animation Digital Network mit deutschen Untertiteln beziehungsweise deutscher Synchronfassung.

### Synchronisation
| Rolle            | japanische Stimme (Seiyū) | deutsche Stimme    |
| ---------------- | ------------------------- | ------------------ |
| Masamune Okumura | Junya Enoki               |                    |
| Ririsa Amano     | Kaori Maeda               |                    |
| Mikari Tachibana | Akari Kitō                | Lisa May-Mitsching |
| Nonoa            | Sayumi Suzushiro          |                    |
| Aria Kisaki      | Sayumi Watabe             |                    |
| Mayuri Hanyū     | M.A.O                     | Birte Baumgardt    |

### Musik
Die Musik der Serie wurde komponiert von Hiroaki Tsutsumi. Die Vorspannlieder für je zwölf Folgen sind Shutter Chance (シャッターチャンス) von Meychan und Tsugihagi no Tsubasa (ツギハギの翼) von Soraru. Die Abspanne sind jeweils unterlegt mit den Liedern Watch Me von den Synchronsprechern Kaori Maeda und Akari Kitō und Release Sigh von Kaori Maeda, Akari Kitō, Sayumi Suzushiro und Sayumi Watabe.